# Bernard Fresson
Bernard René Pierre Fresson, född 27 maj 1931 i Reims, Grand Est, död 20 oktober 2002 i Paris, var en fransk skådespelare.

## Roller i urval
- 1959 – Hiroshima – min älskade
- 1961 – Svenska flickor i Paris
- 1962 – Den längsta dagen
- 1965 – Håll masken, tomtegubbar
- 1966 – Kriget är slut
- 1967 – Belle de jour – dagfjärilen
- 1967 – Jag älskar dig, jag älskar dig
- 1968 – Tittaren
- 1969 – Z – han lever
- 1970 – Kvinnan i bilen med glasögon och gevär
- 1973 – Les feux de la Chandeleur
- 1975 – French Connection II
- 1976 – Hyresgästen
- 1977 – Utan nåd
- 1990 – På kryss med döden
- 1991 – Dingo
- 1998 – Place Vendôme
- 2001 – Vargarnas pakt